# جيري هوسر
جيري هوسر (بالإنجليزية: Jerry Houser)‏ مواليد 14 يوليو 1952 في لوس أنجلوس، هو ممثل أمريكي بدأ مسيرته الفنية سنة 1971.

## الأعمال
- صيف 42
- السنافر
- بندق والأصدقاء
- علاء الدين
- مغامرات في أوديسي

## روابط خارجية
- جيري هوسر على موقع IMDb (الإنجليزية)
- جيري هوسر على موقع ألو سيني (الفرنسية)
- جيري هوسر على موقع أول موفي (الإنجليزية)
- جيري هوسر على موقع قاعدة بيانات الأفلام السويدية (السويدية)
- جيري هوسر على موقع قاعدة بيانات الفيلم (الإنجليزية)
- جيري هوسر على موقع كينوبويسك (الروسية)